# 기원전 54년

## 연호
- 전한(前漢) 오봉(五鳳) 4년

## 기년
- 전한(前漢) 선제(宣帝) 20년
- 신라(新羅) 혁거세 거서간(赫居世居西干) 4년

## 사건
- 갈리아 전쟁 5년: 율리우스 카이사르, 제2차 브리타니아 침공 및 갈리아의 에부로네스족과 네르비족의 반란 진압
- 음력 4월 1일 - 한반도에서  일식이 발생하였다.[1]
- 봄: 전한 선제가 경수창의 건의로 상평창을 설치하였다.

## 참고 문헌
- 김부식 (1145). 〈권제1 혁거세 거서간 條〉. 《삼국사기》.